# 2022 у науці
Ця стаття присвячена головним науковим подіям у галузі науки в 2022 році.

## Січень
- 11 січня — у США медики уперше виконали експериментальну операцію з пересадки серця генетично модифікованої свині[en] 57-річному чоловікові[1].
- 18 січня перший в Європі квантовий комп'ютер із більш ніж 5000 кубітів запущено в Юліху, Німеччина[2][3].

## Лютий
- 11 лютого — астрономи повідомили про відкриття найбільшої відомої галактики — Alcyoneus. Вона має діаметр 5 мільйонів парсек (16,3 млн світлових років)[4].
- 21 лютого — вчені Південної Кореї повідомили про відкриття нового методу лікування раку, названого CINDELA. Він дозволяє на основі методики CRISPR-Cas9 вбивати ракові клітини без пошкодження живих клітин[5].

## Березень
- 18 березня
  - Повідомлено про успішний експеримент самостійної реплікації РНК, що демонструє як життя могло виникнути на Землі шляхом абіогенезу з РНК-світу — від РНК до складних комплексів макромолекул[6].
  - Запуск та стикування з МКС корабля Союз МС-21 із трьома космонавтами на борту[7].
- 21 березня — кількість відкритих екзопланет досягла 5000[8].

## Квітень
- 1 квітня
  - біохіміки повідомили про завершення повного розшифрування геному людини[9].
  - дослідження демонструє, що, всупереч поширеній думці, розміри тіла ссавців, які пережили крейдове вимирання, еволюційно збільшувався в першу чергу, в той час як розміри їхнього мозку збільшувалися пізніше в еоцені[10][11].
- 6 квітня
  - Космічне Командування Збройних сил США повідомило, що метеорит CNEOS 2014-01-08, що впав на Землю біля північно-східного узбережжя Папуа-Нової Гвінеї 8 січня 2014 року, є міжзоряним об'єктом, тобто першим метеоритом з-за меж Сонячної системи, що коли-небудь падав на Землю[12][13].
  - палеонтологи зі стоянки Таніс у Північній Дакоті повідомляють про першу відому скам’янілість динозавра, пов’язану з самим днем зіткнення Чиксулуб[14].
- 8 квітня — запуск Axiom Mission 1 — першої приватної місії до МКС американської компанії Axiom Space[15].
- 30 квітня — Сонячне (часткове) затемнення, яке можна було спостерігати в південній частині Південної Америки, північно-східній акваторії Тихого океану.

## Травень
- 12 травня командою «Телескоп горизонту подій» вперше зроблено фото надмасивної чорної діри Стрілець A* в центрі нашої Галактики[16][17].
- 16 травня — Місячне (повне) затемнення, яке можна було спостерігати в Північній і Південній Америці, Європі, Африці[18].
- 22 травня — спалах віспи мавп: у 14 країнах серед людей підтвердили понад 80 випадків віспи мавп[19].

## Червень
- 3 червня — Національне управління океанічних і атмосферних досліджень (США) повідомило, що концентрація вуглекислого газу в атмосфері Землі нині на 50 % більша, ніж у доіндустріальні часи та приблизно дорівнює рівню, який спостерігався 4,1—4,5 мільйона роки тому[20].
- 5 червня — запуск китайського космічного корабля Шеньчжоу-14 із трьома космонавтами на борту до космічної станції[21].

## Липень
- 11 липня — вперше продемонстровано унікальний знімок, зроблений з космічного телескопа Джеймс Вебб. На ньому — скупчення галактик SMACS 0723 віком 4,6 мільярда років. Це найраніше зображення Всесвіту зроблене коли-небудь до того[22].
- 20 липня — за допомогою телескопа Джеймс Вебб відкрито найдавнішою з відомих галактик — GLASS-z13 — віком близько 13,5 мільярда років[23].
- 24 липня — здійснено запуск модуля «Веньтянь» китайської модульної орбітальної станції «Тяньгун». Станція «Тяньгун» стала багатомодульною[24].

## Серпень
- 24 серпня — дюгонь оголошений вимерлим у Китаї[25][26].

## Вересень
- 21 вересня — запуск до МКС пілотованого космічного корабля Союз МС-22 із трьома космонавтами на борту (Сергій Прокопьєв, Дмитро Петелін та Франциско Рубіо)[27].
- 26 вересня космічний зонд НАСА DART у ході експериментальної місії вперше в історії контрольовано врізався в астероїд 65803 Дідим. Мета місії — розробка стратегії захисту Землі від астероїдів[28].

## Жовтень
- 25 жовтня — Сонячне (часткове) затемнення, яке можна було спостерігати в Європі, західній частині Азії, на північному сході Африки, Близькому Сході[29].
- 31 жовтня до Китайської космічної станції запущено третій лабораторний модуль — Меньтянь[30].

## Листопад
- 8 листопада — Повне Місячне затемнення, яке можна було спостерігати в Північній і Південній Америці, в акваторії Тихого океану, в Азії, Австралії[31][32].
- 15 листопада — за даними ООН, населення Землі досягло 8 мільярдів[33].
- 16 листопада — НАСА успішно запустило місію Artemis 1, першу місію місячної програми Артеміда[34].
- 29 листопада — до Китайської космічної станції запущено корабель Шеньчжоу-15 зі трьома космонавтами на борту[35].

## Грудень
- 5 грудня — науковці США повідомили про те, що на базі Ліверморської національної лабораторії ім. Лоуренса їм вдалося вперше в історії отримати з термоядерної реакції більше енергії, ніж витратили на неї[36].

## Нагороди
- Медаль Філдса — Марина Вязовська (Україна), Уго Дюмініль-Копен (Швейцарія), Джун Ху (США), Джеймс Мейнард (Велика Британія)[37].

### Нобелівська премія
- Премію з фізики здобули француз Ален Аспе, австрієць Антон Цайлінґер та американець Джон Клаузер за експерименти зі сплутаними фотонами, встановлення порушення нерівності Белла та новаторство квантової інформаційної науки.[38]
- Премію з фізіології або медицини здобув швед Сванте Паабо за відкриття, які стосуються геномів вимерлих гомініні та людської еволюції[39].
- Премію з хімії здобули американці Каролін Бертоцці, Баррі Шарплесс та данка Мортен Мелдал за розвиток клік-хімії та біоортогональної хімії[40].

## Померли
- 5 квітня — Сідні Олтмен, 82, канадський молекулярний біолог та педагог, лауреат Нобелівської премії з хімії (1989).
- 10 квітня — Косенко Іван Семенович, 81, радянський і український ботанік та педагог, директор дендропарку «Софіївка», член-кореспондент НАН України, Заслужений працівник культури України (2000).
- 13 травня — Бен Рой Моттельсон, 95, данський фізик, лауреат Нобелівської премії з фізики (1975).
- 26 травня — Яковенко Володимир Мефодійович, 87, український вчений в галузі теоретичної радіофізики, академік НАН України.
- 27 травня — Міхаель Села, 98, ізраїльський вчений-імунолог.
- 31 травня — Долінський Анатолій Андрійович, 90, український вчений у галузі теплоенергетики, тепломасообміну і теплотехнологій, академік НАН України, тричі лауреат Державної премії України в галузі науки та техніки.
- 29 червня — Андронаті Сергій Андрійович, 81, український хімік, біоорганік, академік АН УРСР.
- 3 липня — Роберт Керл, 88, американський хімік та педагог, лауреат Нобелівської премії з хімії (1996).
- 5 липня — Хо Ван Лі, 93, південнокорейський лікар, епідеміолог і вірусолог.
- 26 липня — Джеймс Лавлок, 103, британський еколог.
- 2 вересня:
  - Френк Дональд Дрейк, 92, американський астроном.
  - Стефан Кароль Козловський, 83, польський археолог.